# 王立军事件
王立军事件指时任中华人民共和国重庆市人民政府副市长兼重庆市公安局局长的王立军于2012年2月6日私自前往美国驻成都总领事馆滞留（被法院判决为叛逃）的事件。
此事件在中国国内外造成重大影响。該事件是海伍德死亡案复查、王立军案和薄熙來下台的直接开端。
据媒体报道，王立軍因向时任中共中央政治局委员兼重庆市委书记薄熙来报告薄熙来妻子谷开来杀死海伍德的案情，遭到薄熙来怀疑。数天后出于自身人身安全的考虑，于2012年2月6日私自前往美国驻成都总领事馆，并提出了政治避难申请。時任美國國務卿希拉里·克林顿決定拒绝向王立軍提供政治避难。此后美国国务院同中国中央政府进行联系，中国中央政府同意派出国家安全部高级官员将王立军帶往北京并进行调查。
同年9月17日、18日，王立军徇私枉法、叛逃、滥用职权、受贿案於成都市中级人民法院一審開庭審理，9月24日早上於成都市中級人民法院判处王立軍有期徒刑15年，剝奪政治權利1年，王立军當庭表示不上訴。

## 背景
谷开来与其子薄瓜瓜长期与海伍德有关于中国境外的经济往来。由于项目佣金问题，海伍德与这对母子产生纠纷，海伍德扬言要报复。谷开来据此认为海伍德对其子薄瓜瓜有生命威胁。
2011年11月13日，海伍德在重庆南山丽景度假酒店一房间内被谷家男佣工张晓军按倒强行灌入氰化物后死亡
11月14日中午，王立军前往谷开来的住所，谷向其讲述自己投毒杀害海伍德的具体经过，王立军偷偷录音留下证据。当时王立军向谷开来保证对此事善后。其后，王调走已到案发现场的分管刑事侦查工作的公安局副局长黄某，指派当时的重庆市公安局副局长郭维国处理案件，但未告知其自己与此案的关系。
11月15日，海伍德被发现死亡，此案件被中国公安机关定名为“11·15”案件。
11月16日上午，郭维国（时任重庆市公安局副局长）、李阳（时任重庆市公安局刑警总队总队长）、王鹏飞（时任重庆市公安局技术侦察总队总队长、渝北区公安分局局长）、王智（时任重庆市公安局沙坪坝区公安分局常务副局长）等人作出海伍德酒后猝死的结论，王立军未提出异议。11月16日，英國駐重慶總領事館的領事官員收到重慶市公安局的關於海伍德死亡的傳真，中國方面告知海伍德的死因是飲酒過量。同一天，英國外交部次官布朗會見薄熙來時，英國尚未意識到海伍德案與薄熙來的關係。11月17日，王立军将郭维国等人提取的事发时的酒店监控录像硬盘交给薄谷开来。11月18日，在未进行尸检的情况下，海伍德的家人告知中国殡葬部门及英國領事官員火化海伍德的決定，海伍德的尸体被火化，英國外交部派代表參加火化儀式。骨灰随后被空运回伦敦。
事发后，南山丽景度假酒店所有工作人员被撤换。谷开来操纵重庆政治权力继续采取一系列毁灭证据行动。
2011年12月14日，王立军前往北京邮电大学参加活动。。当天谷开来趁王立军离开重庆，命令公安局副局长郭维国进入王立军的办公室，强行搜查海伍德案的证据资料，事后又请李阳、王鹏飞、王智（王立军的亲信们）等人吃饭。第二天，郭维国带王智和王鹏飞到北京见王立军，王立军知道谷宴请他们以后当着郭维国骂他们二人。
谷开来从这些渠道得知王立军掌握着海伍德案证据信息，对王立军展开敌对态度的行动。
2011年12月底，王立军身边的4名工作人员被非法审查。2012年1月28日，王立军向薄熙来反映谷开来在案件中的重大嫌疑。第二天遭到薄熙来掌掴，当时郭维国亦在场。当天，王立军要求王鹏飞、李阳二人重新整理海伍德案件的资料。在二人花费几天时间整理完成后，王立军要求二人将资料分开存放在安全的地方。
2012年2月2日，王立军的重庆市副市长工作分工被调整，不再兼任公安局局长职务，该调动未按规定征求公安部的允许。这也从侧面反映出，在当时的重庆，薄熙来的权力几乎盖过北京中央，形成“独立王国”，这也是王立军急切寻求人身保护的原因。不久，王立军身边的另外3名工作人员又被非法审查，王立军感到极度的威胁和恐惧，开始急切寻找脱身办法。

## 经过
2012年2月初，王立军突然与英国外交人员联系，并与英国驻重庆总领事用电话预约会面，但是最终未赴约。2月6日，王立军以洽谈工作为由取消原定的公务安排，驾驶王鹏飞所提供车辆到成都，携带着指控薄熙来家族的文件于14时31分进入美国驻成都总领事馆。他称因查办海伍德死亡案人身安全受到政府威胁，请求美国政府提供政治庇护，并上书了政治避难申请。
总领事馆工作人员立即联系至美国驻华大使骆家辉，而骆家辉又马上传达至美国国务院。時任美國國務卿希拉里·克林顿決定拒絕向王立軍提供庇護。此后美国官员同中国中央政府进行联系，中国中央政府同意派出国家安全部人员将王立军带回北京，而不是由重庆方面将其逮捕。
在得知王立军出逃后，薄熙来召集重庆市领导开应对会议，并容许谷开来参与会议。谷开来建议重庆市政府要求医院出具王立军精神疾病诊断证明。7日，薄谷开来和吴文康要求重庆的医院出具王立军“存在严重的抑郁状态和抑郁重度发作”的虚假诊断证明。
2012年2月7日，王立军离开美国总领事馆。对于王立军离开总领事馆的具体场景有争议。
1. 美国官员称中国国家安全部高级官员将王立军带出走出总领事馆的时候，与守候在外的重庆高官黄奇帆、陈存根、徐敬业等重庆市领导和市政府秘书长等发生了激烈的争论，重庆方面的官员希望将王立军交予他们，但最后王立军仍随国家安全部官员前往北京。
2. 而重庆市市长黃奇帆明确否认曾经他与国安发生争执，称他说服王立军走出总领事馆，王立军被国家安全系统人员带走接受调查的过程“很平和”[19]。参考：2013年1月31日，薄熙来被捕后，黄奇帆继续当选重庆市人民政府市长。

当晚，美国总领事馆附近的警力明显增加，门口的总领事馆路更被戒严，第二天早上即恢复正常。
2012年2月8日，重庆市人民政府新闻办公室在微博上发布消息称“据悉，王立军副市长因长期超负荷工作，精神高度紧张，身体严重不适，经同意，现正在接受休假式治疗。”
2012年9月5日夜，新华社发布消息称，王立军徇私枉法、叛逃、滥用职权、受贿案，已由成都市人民检察院向四川省成都市中级人民法院提起公诉。
2012年9月15日，成都市中级人民法院以叛逃罪、徇私枉法罪、滥用职权罪和受贿罪判处王立军有期徒刑15年，剥夺政治权利1年；王立军当庭表示不上诉。

## 后续事件及影响

### 牵出刑事案件
- 薄谷开来、张晓军故意杀人案
- 郭维国、李阳、王鹏飞、王智徇私枉法案
- 王立军徇私枉法、叛逃、滥用职权、受贿案
- 薄熙来受贿、贪污、滥用职权案

2012年6月26日，重庆市人大常委会接受王立军辞去第十一届全国人大代表；6月30日，全国人大常委会公告其代表资格终止。
重庆市渝北区原副区长、公安分局局长王鹏飞，因为王立军从重庆前往美国驻成都总领事馆提供汽车，王立军事件发生后即被“有关部门”带走调查。2012年8月9日，王鹏飞因涉嫌在办理尼尔·伍德死亡案件中包庇薄谷开来，使其不被刑事追究，被合肥市人民检察院以徇私枉法罪提起公诉，定于8月10日公开开庭审理。8月20日，王鹏飞，因隐瞒谷开来犯罪事实被判徇私枉法罪，且作用较小，被判有期徒刑五年，他当庭表示不上诉。

### 泄露航班信息者被罚
2012年10月12日，成都市国家安全局通报：2月10日，某航空公司职员王某将国家安全部官员邱进等人乘飞机带王立军从成都赴京的国航CA4113次航班乘员信息通过QQ泄露给朋友毛某，毛某将国家安全机关侦办王立军案相关信息公布到互联网上；国家安全机关对毛某行政拘留7日，对王某予以警告。

### 影响重庆经济
2012年7月12日，重庆市市长黄奇帆在重庆市2012年上半年经济运行分析会上表示，王立军事件和薄熙来违纪问题影响了投资者对重庆的环境的研判，对重庆市的招商引资工作造成了不利的影响。薄熙来曾经承诺的部分优惠条件不能兑现，一部分曾计划到重庆投资的外资集团也陷入观望态度。

### 媒体与社会舆论
王立军事件发生后，由于微博的影响，相关信息得以迅速在互联网上传播开来。
事件发生之初，重庆市人民政府新闻办公室于2月8日在新浪微博发布消息称王立军在接受“休假治疗”。
持续跟进报道王立军事件的中国境外民主立场网站博讯所发布的许多新闻被证实为真，2月7日事件发生后,其浏览量增加了155%。
此是中国中央自1989年六四事件后又一次大规模宣传战。中共中央對於處理薄熙來的消息，是採取先在中央内部发布，再向地方各级传递，同时要求地方下级各层官員表態支持中央決定的方式，北京各大報章總編輯於4月10日晚上相繼被召去開會，各大網站也接到命令嚴禁謠言與「妄議」。4月11日宣传战打响后，中國从中央到地方各个媒体紛紛報導「擁護中央處理薄熙來決定」的消息。
4月11日出版的《人民日报》发表评论员文章，称王立军事件为“在国内外造成恶劣影响的严重政治事件”，而“尼尔·伍德死亡案件是一起涉及党和国家领导人亲属和身边工作人员的严重刑事案件”，官方将对王立军事件、尼尔·伍德死亡案和薄熙来“严重违纪”问题予以彻底查清，无论其职位高低，“法律面前没有特殊公民”，任何人犯了法都不能逍遥法外。
4月21日，博讯遭到了大规模的DDOS攻击被迫关闭。

## 其他
- 2011年10月，中纪委启动了对王立军涉及辽宁省铁岭市腐败问题的调查，並开始对王立军进行询问，薄熙来最初试图支持王立军。之后由于中央的压力过大，衡量利害之下，薄熙来不再支持王立军[40]。之后，王立军两次向中纪委举报薄熙来的妻子谷开来向海外转移巨款，第一次为匿名，第二次为实名。在举报中，王立军指责薄熙来在管理重庆的过程中无视党中央的权威，搞“独立王国”。其中包括对中央领导进行窃听活动。关于王立军涉嫌铁岭贪腐事件受到中纪委调查的传言，在2012年两会期间，辽宁省委书记王珉和中纪委新闻发言人均予以否认。王珉在记者招待会上回答，谷凤杰落马与王立军无关，纯属孤立事件[41]。

- 重庆“打黑”中曾被判监的律师李庄2012年2月8日在微博上表示愿为“正接受休假式治疗”的王立军辩护。3月27日，李庄再次通过媒体表示真心愿为王辩护。李庄称，一旦获准，将投入全部精力“使出浑身解数”，目的就是“让他亲身感受体会辩护的重要性和律师制度的重要性”。[42]

- 重庆市人大代表、同创集团董事长张明渝，在两会期间，因声称手上握有王立军违法打黑的证据，而被重庆警察秘密从北京绑架回重庆。随着不久后薄熙来、王立军被公布免职，张获释。[43]

- 华东政法大学宪法学教授童之伟在其《重庆应当反思些什么》文中批评薄熙来及王立军在重庆的打黑行动。“重庆应该正视‘运动式’打黑中暴露出的问题”，如“在死刑的运用方面，‘黑打’的做法让国家法制失去了道义高度，丧失了正气和权威。有的一个死刑判决下来，司法机关如此这般地受到公开和强烈的谴责，受刑罪犯获得如此真切的同情，是古今中外极其罕见的现象。”“客观地说，重庆从普通百姓、新闻媒体到学者专家，对“黑打”危害法律秩序和公民权利的各种情况均不敢公开表达任何异议，其本身已经证明在重庆那块土地上公民的人权已经事实上受到了严重的侵害和现实威胁。”[44]
- 2月15日，北京记者褚朝新收到由王的號碼發出的短訊，3月15日薄被撤去重慶市委書記職務後，褚在新浪微博留言稱，「2月15日凌晨5時，與王麗娟（諧音「王立軍」）單線聯繫的號碼上收到一條短訊，大意是：英國人海伍德在渝被害，王麗娟破案劍指薄夫人，於是被休假、入美領館」。[45]
- 2012年2月15日，美国众议院介入，调查王立军要求避难的事件中美国政府的立场是否正确。外事委员会主席羅絲·雷提南向美国国务卿希拉里·克林顿发出信件，要求美国政府尽快向她所属的众议院外事委员会提交报告，把当时总领事馆、驻华大使馆以及华盛顿美国国务院之间所有的有效档案：电报、备忘录、正式电子邮件（及非正式）及其他通讯内容提交国会，并详细解释王立军进入总领事馆后的一切情况。此后，美国国务院发言人纽兰表示对此不发表评论。[46]